# Rognes
Rognes ist eine französische Gemeinde mit 4.640 Einwohnern (Stand 1. Januar 2022) im Département Bouches-du-Rhône in der Region Provence-Alpes-Côte d’Azur.

## Geografie
Die Gemeinde liegt 19 Kilometer nordwestlich von Aix-en-Provence. Im Nordosten verläuft der Fluss Durance knapp außerhalb der Gemeindegrenze, im südlichen Bereich durchquert der Lavaldenan, der hier noch Concernade genannt wird, das Gemeindegebiet. Nachbargemeinden sind La Roque-d’Anthéron, Saint-Estève-Janson und Le Puy-Sainte-Réparade.

## Geschichte
Das Gemeindegebiet, das zwischen der Hügelkette Trévaresse und der Durance liegt, war seit dem Altertum bewohnt. In der Jungsteinzeit ließen sich die ersten Menschen im Süden der Chaîne des Côtes nieder. In der Eisenzeit ließen sie sich auf dem Foussa nieder, erst in Höhlen, später gründeten sie ein Oppidum. Während der Römerzeit siedelten die Menschen in den Ebenen, zogen sich im Mittelalter aber  wieder  auf den Höhenzug zurück. Um 1150 wurde das Dorf Castrum de Ruinis genannt. Das Dorf wurde von einer mächtigen Zitadelle geschützt, die 1601 zerstört wurde. Durch das schwere Erdbeben von 1909 wurde ein großer Teil des Dorfes zerstört. Daraufhin siedelten sich die Menschen weiter unterhalb an.

## Kultur und Sehenswürdigkeiten
- Einsiedelei Saint-Marcellin
- Pfarrkirche Notre Dame de l’Assomption
- Kapelle Saint-Denis
- Ruinen einer Zitadelle auf dem Foussa-Hügel

### Feste
- Trüffelfest
- Weinfest
- Antikmesse
- Anisbrotfest
- Erntedank mit Picknick an der Einsiedelei Saint-Marcellin

## Städtepartnerschaften
Seit 1972 pflegt die Gemeinde mit dem italienischen Malvito eine Städtepartnerschaft.

## Sport
Rognes war Startort der sechsten Etappe des Rennens Paris–Nizza 2011.

## Demografie

### Bevölkerungsentwicklung
| Jahr      | 1962 | 1968 | 1975 | 1982 | 1990 | 1999 | 2008 | 2017 |
| Einwohner | 1109 | 1183 | 1426 | 2216 | 3450 | 4194 | 4606 | 4735 |

### Altersstruktur
25 Prozent der Bevölkerung sind 19 Jahre alt oder jünger. Acht Prozent der Bevölkerung sind 75 Jahre alt oder älter.